# Ashland (Alabama)
Ashland es un pueblo del Condado de Clay, Alabama, Estados Unidos. En el censo de 2000, su población era de 1965. 

## Demografía
En el 2000 la renta per cápita promedia del hogar era de $ 23.469$, y el ingreso promedio para una familia era de 33.583$. El ingreso per cápita para la localidad era de 13.927$. Los hombres tenían un ingreso per cápita de 24.715$ contra 18.500$ para las mujeres.

## Geografía
Ashland está situado en 33°16′20″N 85°50′13″O / 33.27222, -85.83694 (33.272206, -85.836925).
Según la Oficina del Censo de los EE. UU., la ciudad tiene un área total de 7.27 millas cuadradas (18.82 km ²).